# Флор'я-акваріум (станція)
40°58′04″ пн. ш. 28°47′49″ сх. д. / 40.967838746389° пн. ш. 28.796980864959° сх. д.
Залізнична станція Флор'я-акваріум (тур. Florya Akvaryum Tren İstasyonu) — залізнична станція на лінії S-bahn Мармарай в районі Шенліккьой, Бакиркьой, Стамбул, Туреччина.
Введена в експлуатацію 12 березня 2019 року. 

## Визначні місця
- Акваріум Стамбула
- Генеральне консульство України
- Пляж Флор'я

## Сервіс
| Попередня станція | Лінія | Лінія    | Лінія | Наступна станція  |
| ----------------- | ----- | -------- | ----- | ----------------- |
| Флор'я до Халкали |       | Мармарай |       | Єшилкьой до Гебзе |